# Luciane Carminatti
Luciane Maria Carminatti (Chapecó, 9 de julho de 1970) é uma professora e política brasileira filiada ao Partido dos Trabalhadores (PT).

## Biografia
Professora e deputada estadual de Santa Catarina pelo Partido dos Trabalhadores (PT), está em seu quarto mandato na Assembléia Legislativa de Santa Catarina, tendo sido reeleita em 2022 com 92.478 votos — a segunda maior votação entre os 40 parlamentares. 
Graduada em Pedagogia com especialização em Educação Especial e habilitação em Orientação Educacional, atuou como professora e coordenadora pedagógica em escola pública de Chapecó antes de ocupar cargos públicos eletivos.

## Carreira política
Foi vereadora por dois mandatos (2001-2004/2009-2010), secretária municipal da Educação em Chapecó (2002-2003) e, em 2011, assumiu o primeiro mandato na Alesc. Reeleita em 2014, 2018 e 2022 - nesta eleição mais recente com 92.478 votos e a segunda maior votação entre os 40 eleitos -, atua em diversas áreas com prioridade para a Educação, sendo a voz em defesa da educação pública, dos profissionais da educação, da inclusão, dos direitos das mulheres, da cultura, da economia solidária e da assistência social.
Como secretária da Educação municipal, em 2004, levou para Chapecó o campus da Udesc. Coordenou o movimento pró-universidade federal na região Oeste, garantindo a instalação da segunda universidade federal em Santa Catarina, a Universidade Federal da Fronteira Sul. Nesta universidade construiu um diferencial em relação às demais universidades federais, sendo que a UFFS garante que 90% das vagas sejam ocupadas por alunos de escola pública.
Na atual legislatura da Alesc, é presidente da Comissão de Educação e Cultura e integra outras seis comissões permanentes: Finanças e Tributação; Trabalho, Administração e Serviço Público; Defesa dos Direitos da Pessoa com Deficiência; Participação Legislativa; Prevenção e Combate às Drogas; e Segurança Pública. Coordena as Frentes Parlamentares em Defesa da Economia Solidária; em Defesa do Sistema Único de Assistência Social; e em Defesa da Ciência na Escola. Integra ainda a Frente Parlamentar em Defesa do Audiovisual, a Frente Parlamentar do Autismo e a Frente Parlamentar de Políticas Públicas da População em Situação de Rua, entre outras.
Em 2021, liderou a implementação do Observatório da Violência contra a Mulher (OVM), tirando do papel lei promulgada em 2015, mas que ficou por seis anos sem regulamentação por parte do governo do Estado. O OVM é referência nacional, sendo o primeiro Observatório no âmbito das Assembleias Legislativas do Brasil e tendo como missão constituir-se como uma ferramenta que reúne e fornece dados e indicadores que permitam a elaboração, monitoramento e avaliação de políticas públicas e ações de prevenção e enfrentamento à violência contra as mulheres.

Além de integrar a Bancada Feminina, em 2023 assumiu a Procuradoria Especial da Mulher da Alesc. Em 2024, coordenou a Bancada do Oeste, a maior bancada regional da Alesc, formada por 9 deputados e constituída com o objetivo de unir forças em prol do atendimento das demandas da região junto ao Estado e à União.